# Viktor Gísli Hallgrímsson
Viktor Gísli Hallgrímsson (* 24. Juli 2000 in Reykjavík) ist ein isländischer Handballspieler. Der 2,03 m große Handballtorwart spielt seit 2022 für den polnischen Erstligisten Wisła Płock und steht im Aufgebot der isländischen Nationalmannschaft.

## Karriere

### Verein
Viktor Gísli Hallgrímsson lief ab 2016 in der ersten Mannschaft von Fram Reykjavík in der isländischen Úrvalsdeild auf. Durch gute Leistungen empfahl er sich für den dänischen Europapokalteilnehmer GOG, mit dem er 2020 Zweiter und 2021 Dritter in der Håndboldligaen wurde. Mit GOG wurde er 2022 dänischer Meister. Zur Saison 2022/23 wechselte er zum französischen Erstligisten HBC Nantes. Mit Nantes gewann er 2022 den Trophée des Champions sowie 2023 und 2024 die Coupe de France. In der Saison 2024/25 hütete er das Tor des polnischen Erstligisten Wisła Płock, mit dem er 2025 die polnische Meisterschaft errang. Anschließend wird Viktor Gísli Hallgrímsson zum FC Barcelona wechseln, bei dem er einen Vertrag bis Sommer 2027 unterschrieb.

### Nationalmannschaft
Viktor Gísli Hallgrímsson stand im Aufgebot der Jugend- und Juniorennationalmannschaften Islands, so bei der U-19-Handball-Weltmeisterschaft der Männer 2017 (10. Platz), der U-18-Handball-Europameisterschaft der Männer 2018, wo er die Silbermedaille gewann, und bei der U-21-Handball-Weltmeisterschaft der Männer 2019 (14. Platz).
In der isländischen A-Nationalmannschaft debütierte Viktor Gísli am 8. April 2018 gegen Frankreich in der Golden League in Norwegen. Erst ein Jahr darauf absolvierte er seine nächsten drei Länderspiele in der EM-Qualifikation. Mit Island nahm er an der Europameisterschaft 2020 (11. Platz) und der Weltmeisterschaft 2021 (20. Platz) teil. Bei der Europameisterschaft 2022 (6. Platz) wurde er als bester Torhüter in das All-Star-Team des Turniers gewählt. Auch an der Weltmeisterschaft 2023 nahm er teil. Bei der Weltmeisterschaft 2025 warf er ein Tor in sechs Spielen und belegte mit dem Team den 9. Platz.